# For the Honor of the Tribe
For the Honor of the Tribe est un film muet américain réalisé par Thomas H. Ince et sorti en 1912.

## Fiche technique
- Réalisation : Thomas H. Ince
- Date de sortie :
  - États-Unis : 3 septembre 1912

## Distribution
- Crazy Thunder
- Ann Little